# Thinstation
Thinstation es una implementación Linux, libre y de fuente abierta, de un OS de cliente ligero. Solamente requiere el hardware de PC estándar de x86 de 32 bits y puede arrancar directamente desde la red vía PXE o Etherboot desde un servidor TFTP, o de dispositivos locales tales como discos duros, unidades compactas de memoria Flash, llaveros USB y CD/DVD. El mínimo requisito es un CPU de clase Pentium y la memoria RAM depende del uso que se le quiera dar, típicamente 32-128 MB.

## Especificaciones técnicas
Thinstation es un sistema independiente, que no requiere ninguna modificación del servidor mientras que el servidor acepte conexiones de cliente remoto. Esto se aplica a:
- Servidor de Microsoft Windows (2000, 2003, 2008) usando RDP
- Versiones de Windows XP/Vista/7 para la conexión de un solo usuario (Escritorio remoto)
- Servidores de Citrix usando ICA
- Servidores Linux o Unix usando X (XDMCP), NX (NoMachine, FreeNx, 2X, Neatx), ThinLinc (cendio), VMware View (VMware), SSH, telnet y otros terminales de texto.

Incluso escritorio liviano independiente está disponible con Mozilla Firefox y alguna otra aplicación básica como editores y manejadores de archivos. Un kiosco web también es una solución estándar (Mozilla Prism).
Una imagen del cargador del Thinstation puede ser creada de tres maneras:
- Como un LiveCD prehecho
- Como un completo ambiente hecho localmente para generar imágenes personalizadas (requiere un computador Linux)
- Como un servicio web llamado TS-O-Matic. Usando TS-O-Matic es posible hacer una imagen Linux personalizada del cliente Thinstation desde incluso un computador Microsoft Windows, Apple Mac, o Unix.

## Comparación con LTSP
Thinstation se compara con el Linux Terminal Server Project (LTSP) excepto que Thinstation, a diferencia del LTSP, es independiente del Network File System (NFS) - aunque el NFS también puede ser soportado - y a diferencia del LTSP, Thinstation soporta servidores no Linux tales como Microsoft Windows y Citrix. LTSP viene integrado con varias distribuciones Linux mientras que Thinstation es un proyecto independiente.

## Historia
Thinstation comenzó como una bifurcación de Netstation, hospedada por SourceForge desde mayo de 2003. Fue originado por Miles Roper de Nueva Zelandia al que se le asociaron Pablo Salvan (Italia) y Mike Eriksen (Dinamarca). Poco después Trevor Batley (Australia) se unió al personal principal, contribuyendo con TS-O-Matic y es actualmente el líder de proyecto. Marcos Amorim (Brasil) está dirigiendo el desarrollo de la futura versión 3.0.

## Reseñas en la prensa
- IDG On-line Magazine Techworld (2007) (en sueco)
- C't Computer Magazine, issue 3, page 202-205 (2007) (en alemán).
- Linux Magazine Especial, issue 02 (July), page 67-72 (2007) (en brasileño).
- IXBT Web Magazine (2009) (en ruso).